# 格賴芬巴赫河
50°36′37″N 12°57′48″E / 50.6103°N 12.9634°E
格賴芬巴赫河是德國的河流，位於該國東部薩克森自由州，屬於喬保河的左支流，河口處在坦嫩貝格附近，該河流經錫礦區。